# 莫里茨加特
莫里茨加特，是匈牙利南部巴奇-基什孔州所辖的一个村，总面积32.88平方公里，总人口554，人口密度16.84人/平方公里（2002年）。地理坐标为46°38′N 19°40′E。